# اسن‌تپه (مرزیفون)
اسن‌تپه (به ترکی استانبولی: Esentepe) یک منطقهٔ مسکونی در ترکیه است که در مرزیفون واقع شده‌است.